# Карл Якоб Буркхардт
Ка́рл Я́коб Бу́ркгардт (нім. Carl Jacob Burckhardt; *10 вересня 1891, Базель, Швейцарія — †3 березня 1974, Фінцель, кантон Во, Швейцарія) — швейцарський вчений-історик та дипломат. Верховний комісар Ліги Націй у Вільному місті Данціґу (1937—39). Президент Міжнародного комітету Червоного Хреста (1945—48).

## Життєпис
Походив з родини Карла Крістофа Буркгардта, юриста і політичного діяча.
Середню освіту отримав в гімназіях Базеля та Гларізега (нім. Glarisegg, кантон Тургау).
Навчався в університетах Базеля, Мюнхену, Ґетінґена, Цюриху.

### Родина
Був від 1926 року одружений з Елізабетою де Рейнольд (1906—1989), дочкою швейцарського письменника, професора Гонзага де Рейнольда. Від шлюбу мав двох дочок.

## Нагороди
- Почесний доктор університету Базеля (Швейцарія)

### Франція
- Орден Почесного легіону, командорський хрест
- Почесний доктор університетів Гренобля і Лілля
- Почесний громадянин міста Лілль

### Німеччина
- Медаль Гете міста Франкфурт-на-Майні (1949)
- Почесний громадянин міста Любек (1950)
- Ганзейська премія Гете (1950)
- Премія миру німецьких книгарів (1954)
- Pour le Mérite за науку і мистецтво (1955)
- Медаль Віллібальда Піркгаймера (1958)
- Премія Йоганна Петера Гебеля (1959)
- Іноземний член Баварської академії наук
- Член Німецької академії мови і поезії